# Campeonato Sul-Americano de Voleibol Masculino Sub-21 de 2024
O Campeonato Sul-Americano de Voleibol Masculino Sub-21 de 2024 foi a 26ª edição deste torneio sul-americano organizado pela Confederação Sul-Americana de Voleibol (CSV). A competição ocorreu entre os dias 30 de outubro e 3 de novembro, na cidade de Callao, Peru.
O Brasil se sagrou campeão do torneio após a vitória de virada sobre a Colômbia, por 3 sets a 1. A seleção da Argentina levou a medalha de bronze ao derrotar os donos da casa, também com placar de 3 a 1.
Com onze pontos na partida decisiva, o ponteiro brasileiro Martos Antonio foi eleito o melhor jogador da competição.

## Equipes participantes
As seguintes seleções foram selecionadas a competir o Campeonato Sul-Americano Sub-21 de 2024.
| Grupo     | Equipe   | Última aparição |
| A         |          |                 |
| --------- | -------- | --------------- |
| A         | Brasil   | 2022            |
| A         | Chile    | 2022            |
| A         | Colômbia | 2018            |
| B         |          |                 |
| Argentina | 2022     |                 |
| Peru      | 2022     |                 |
| Paraguai  | 2018     |                 |
| Venezuela | 2012     |                 |

## Local das partidas
| Tacna, Peru         |
| Coliseo Miguel Grau |
| ------------------- |
|                     |
| Capacidade: 2 400   |

## Formato da disputa
O torneio foi dividido em duas fases: fase de grupos e fase final. As equipes se enfrentaram nos respectivos grupos e os dois primeiros avançaram às semifinais, enquanto as equipes restantes disputaram as posições do quinto ao sétimo lugar.

### Critérios de desempate
1. Número de vitórias
2. Número de pontos
3. Sets average
4. Pontos average

Partidas terminadas em 3–0 ou 3–1: 3 pontos para o vencedor, 0 pontos para o perdedor;

Partidas terminadas em 3–2: 2 pontos para o vencedor, 1 ponto para o perdedor.

## Fase de grupos
|  | Classificada para a fase final |
|  | Disputa do 5º ao 7º lugar      |

- As partidas seguem o horário local.

### Grupo A
|     |          |     | Jogos | Jogos | Jogos | Resultados | Resultados | Resultados | Resultados | Resultados | Resultados | Sets | Sets | Sets  | Pontos | Pontos | Pontos |
| Pos | Equipe   | Pts | T     | V     | D     | 3–0        | 3–1        | 3–2        | 2–3        | 1–3        | 0–3        | V    | P    | R     | V      | P      | R      |
| --- | -------- | --- | ----- | ----- | ----- | ---------- | ---------- | ---------- | ---------- | ---------- | ---------- | ---- | ---- | ----- | ------ | ------ | ------ |
| 1   | Colômbia | 6   | 2     | 2     | 0     | 1          | 1          | 0          | 0          | 0          | 0          | 6    | 1    | 6,000 | 176    | 148    | 1.189  |
| 2   | Brasil   | 3   | 2     | 1     | 1     | 1          | 0          | 0          | 0          | 0          | 1          | 3    | 3    | 1,000 | 143    | 128    | 1.117  |
| 3   | Chile    | 0   | 2     | 0     | 2     | 0          | 0          | 0          | 0          | 1          | 1          | 1    | 6    | 0.167 | 128    | 171    | 0.749  |

| Data   | Hora  |          | Placar |          | Set 1 | Set 2 | Set 3 | Set 4 | Set 5 | Total | Relatório |
| ------ | ----- | -------- | ------ | -------- | ----- | ----- | ----- | ----- | ----- | ----- | --------- |
| 31 out | 15:00 | Brasil   | 0–3    | Colômbia | 28–30 | 20–25 | 20–25 |       |       | 68–80 | Relatório |
| 1 out  | 15:00 | Colômbia | 3–1    | Chile    | 21–25 | 25–23 | 25–14 | 25–18 |       | 96–80 | Relatório |
| 2 nov  | 15:00 | Brasil   | 3–0    | Chile    | 25–12 | 25–16 | 25–20 |       |       | 75–48 | Relatório |

### Grupo B
|     |           |     | Jogos | Jogos | Jogos | Resultados | Resultados | Resultados | Resultados | Resultados | Resultados | Sets | Sets | Sets  | Pontos | Pontos | Pontos |
| Pos | Equipe    | Pts | T     | V     | D     | 3–0        | 3–1        | 3–2        | 2–3        | 1–3        | 0–3        | V    | P    | R     | V      | P      | R      |
| --- | --------- | --- | ----- | ----- | ----- | ---------- | ---------- | ---------- | ---------- | ---------- | ---------- | ---- | ---- | ----- | ------ | ------ | ------ |
| 1   | Argentina | 9   | 3     | 3     | 0     | 1          | 2          | 0          | 0          | 0          | 0          | 9    | 2    | 4.500 | 274    | 208    | 1.317  |
| 2   | Peru      | 5   | 3     | 2     | 1     | 0          | 1          | 1          | 0          | 1          | 0          | 7    | 6    | 1.167 | 281    | 288    | 0.976  |
| 3   | Venezuela | 3   | 3     | 1     | 2     | 1          | 0          | 0          | 0          | 2          | 0          | 5    | 6    | 0.833 | 273    | 273    | 1,000  |
| 4   | Paraguai  | 1   | 3     | 0     | 3     | 0          | 0          | 0          | 1          | 0          | 2          | 2    | 9    | 0.222 | 203    | 262    | 0.775  |

| Data   | Hora  |           | Placar |           | Set 1 | Set 2 | Set 3 | Set 4 | Set 5 | Total   | Relatório |
| ------ | ----- | --------- | ------ | --------- | ----- | ----- | ----- | ----- | ----- | ------- | --------- |
| 30 out | 17:00 | Argentina | 3–0    | Paraguai  | 25–13 | 25–17 | 25–15 |       |       | 75–45   | Relatório |
| 30 out | 19:00 | Peru      | 3–1    | Venezuela | 25–23 | 31–29 | 19–25 | 27–25 |       | 102–102 | Relatório |
| 31 nov | 17:00 | Argentina | 3–1    | Venezuela | 29–27 | 25–21 | 27–29 | 25–17 |       | 106–94  | Relatório |
| 31 nov | 19:00 | Peru      | 3–2    | Paraguai  | 18–25 | 28–30 | 25–14 | 25–18 | 15–6  | 111–93  | Relatório |
| 1 nov  | 17:00 | Paraguai  | 0–3    | Venezuela | 24–26 | 18–25 | 23–25 |       |       | 65–76   | Relatório |
| 1 nov  | 19:00 | Peru      | 1–3    | Argentina | 8–25  | 25–18 | 18–25 | 17–25 |       | 68–93   | Relatório |

## Fase final

### 5º ao 7º lugar
|  | 5º – 7º lugar | 5º – 7º lugar |               |   | Quinto lugar | Quinto lugar |
|  |               |               |               |   |              |              |
|  | 2 de novembro |               |               |   |              |              |
|  |               |               |               |   |              |              |
|  | Chile         | 3             |               |   |              |              |
|  | Chile         | 3             | 3 de novembro |   |              |              |
|  | Paraguai      | 0             |               |   |              |              |
|  | Paraguai      | 0             | Chile         | 3 |              |              |
|  |               |               | Chile         | 3 |              |              |
|  |               |               | Venezuela     | 1 |              |              |
|  |               |               | Venezuela     | 1 |              |              |
|  |               |               |               |   |              |              |
|  |               |               |               |   |              |              |
|  |               |               |               |   |              |              |

#### 5º – 7º lugar
| Data  | Hora  |       | Placar |          | Set 1 | Set 2 | Set 3 | Set 4 | Set 5 | Total | Relatório |
| ----- | ----- | ----- | ------ | -------- | ----- | ----- | ----- | ----- | ----- | ----- | --------- |
| 2 nov | 15:00 | Chile | 3–0    | Paraguai | 25–17 | 25–13 | 26–24 |       |       | 76–54 | Relatório |

#### Quinto lugar
| Data  | Hora  |       | Placar |           | Set 1 | Set 2 | Set 3 | Set 4 | Set 5 | Total  | Relatório |
| ----- | ----- | ----- | ------ | --------- | ----- | ----- | ----- | ----- | ----- | ------ | --------- |
| 3 nov | 15:00 | Chile | 3–1    | Venezuela | 25–22 | 29–27 | 23–25 | 25–23 |       | 102–97 | Relatório |

### Chaveamento final
|  | Semifinais    | Semifinais |                |   | Final | Final |
|  |               |            |                |   |       |       |
|  | 2 de novembro |            |                |   |       |       |
|  |               |            |                |   |       |       |
|  | Brasil        | 3          |                |   |       |       |
|  | Brasil        | 3          | 3 de novembro  |   |       |       |
|  | Argentina     | 1          |                |   |       |       |
|  | Argentina     | 1          | Brasil         | 3 |       |       |
|  | 2 de novembro |            | Brasil         | 3 |       |       |
|  |               | Colômbia   | 1              |   |       |       |
|  | Peru          | Colômbia   | 1              | 1 |       |       |
|  | Peru          |            |                | 1 |       |       |
|  | Colômbia      | 3          |                |   |       |       |
|  | Colômbia      | 3          | Terceiro lugar |   |       |       |
|  |               |            |                |   |       |       |
|  | 3 de novembro |            |                |   |       |       |
|  |               |            |                |   |       |       |
|  | Argentina     | 3          |                |   |       |       |
|  | Argentina     | 3          |                |   |       |       |
|  | Peru          | 1          |                |   |       |       |

#### Semifinais
| Data  | Hora  |        | Placar |           | Set 1 | Set 2 | Set 3 | Set 4 | Set 5 | Total  | Relatório |
| ----- | ----- | ------ | ------ | --------- | ----- | ----- | ----- | ----- | ----- | ------ | --------- |
| 2 nov | 17:00 | Brasil | 3–1    | Argentina | 30–28 | 23–25 | 25–20 | 26–24 |       | 104–97 | Relatório |
| 2 nov | 19:00 | Peru   | 1–3    | Colômbia  | 25–22 | 16–25 | 20–25 | 16–25 |       | 77–97  | Relatório |

#### Terceiro lugar
| Data  | Hora  |           | Placar |      | Set 1 | Set 2 | Set 3 | Set 4 | Set 5 | Total | Relatório |
| ----- | ----- | --------- | ------ | ---- | ----- | ----- | ----- | ----- | ----- | ----- | --------- |
| 3 nov | 17:00 | Argentina | 3–1    | Peru | 25–18 | 25–11 | 22–25 | 25–15 |       | 97–69 | Relatório |

#### Final
| Data  | Hora  |        | Placar |          | Set 1 | Set 2 | Set 3 | Set 4 | Set 5 | Total | Relatório |
| ----- | ----- | ------ | ------ | -------- | ----- | ----- | ----- | ----- | ----- | ----- | --------- |
| 3 nov | 21:00 | Brasil | 3–1    | Colômbia | 18–25 | 25–16 | 25–17 | 25–11 |       | 93–69 | Relatório |

## Classificação final
| Posição | Equipe    |
| ------- | --------- |
|         | Brasil    |
|         | Colômbia  |
|         | Argentina |
| 4       | Peru      |
| 5       | Chile     |
| 6       | Venezuela |
| 7       | Paraguai  |

|  | Classificado para o Campeonato Mundial Sub-21 de 2025 |

| Campeonato Sul-Americano Sub-21 de 2024 |
| --------------------------------------- |
| Brasil Campeão (21.º título)            |

| Elenco |
| --- |
| João Pedro Centola, Joaquim Tavares, Henrique Guedes, Bryan Silva, Vinícius Miranda, Gabriel Brad, Felipe Parra, Yan Patrick Bonfim, Bernardo Otávio Souto, João Scalcon, Thiago Vaccari, Willian Pereira, Martos Antonio, Bruno Figueiredo |
| Técnico |
| Anderson Rodrigues |

## Premiações individuais
Os atletas que se destacaram individualmente foramː
| - Most Valuable Player (MVP) Martos Antonio - Melhor levantador Juan Restrepo - Melhores ponteiros Mateo Gómez Juan Betancourt | - Melhores centrais Bernardo Otávio Souto Bryan Ramos - Melhor oposto Bryan Silva - Melhor líbero João Pedro Centola |